# Saturno contro la Terra
Saturno contro la Terra è una serie italiana di fumetti di fantascienza ideata da Cesare Zavattini, sceneggiata da Federico Pedrocchi assieme a Zavattini e disegnata da Giovanni Scolari, pubblicata a puntate tra il 1936 e il 1946 su diverse testate della Anonima Periodici Italiani (Mondadori): I tre porcellini, Topolino e Paperino. Il primo episodio omonimo iniziò a essere pubblicato sul n. 93 della rivista I tre porcellini, datato al 31 dicembre 1936. È generalmente citata come la prima serie a fumetti di fantascienza in Italia – anche se il primato in realtà va a S.K.1 di Guido Moroni Celsi, uscita l'anno prima su Topolino, priva tuttavia delle classiche nuvolette –, ma anche per essere stata la prima a venir tradotta in inglese e pubblicata negli Stati Uniti d'America (su Future Comics, nel 1940).

## Trama
Un meteorite caduto sul pianeta Terra si rivela essere un'astronave di abitanti del pianeta Saturno, riconoscibili da una caratteristica cresta e decisi a invadere la Terra sotto la guida di Rebo. A capeggiare la resistenza ci sono due italiani, il prof. Marcus, osteggiato da Leducq, e il suo giovane assistente Ciro. Nella lotta per la sopravvivenza, lo scienziato riesce a costruire una nave spaziale con cui impegnarsi in una controffensiva e con cui incontra altre civiltà aliene.

## Episodi e storia editoriale

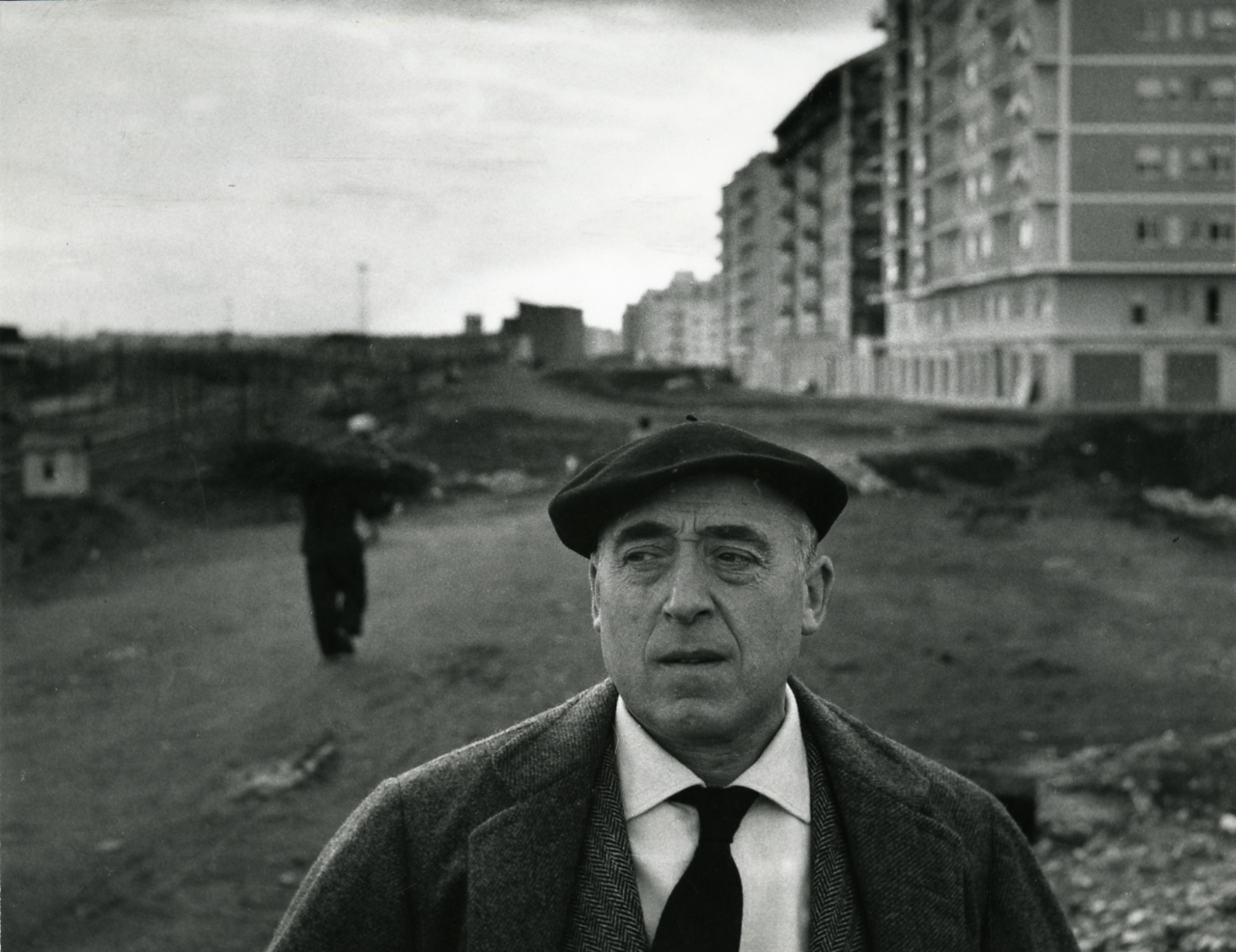
Cesare Zavattini, soggettista di Saturno contro la Terra e di altri tra i primi fumetti di fantascienza italiani. Foto di Paolo Monti, 1975.

Lo scrittore e regista Cesare Zavattini, all'epoca direttore editoriale dei periodici Disney di Mondadori presso cui lavorava Federico Pedrocchi, fornì il soggetto del primo episodio, poi sceneggiato da Pedrocchi, ma preferì non venire accreditato ufficialmente.

### Elenco degli episodi
La serie venne pubblicata originariamente in 7 episodi, con questi titoli:
1. Saturno contro la Terra (I tre porcellini 93-98 e le ultime pagine su Topolino 216-238)
2. Rebo ritorna (Topolino 239-268)
3. La guerra dei pianeti (Topolino 269-294)
4. L'ombra di Rebo (Topolino 295-307 e le ultime pagine su Paperino 122-142 come La nube di gelo)
5. Le sorgenti di fuoco (Paperino 143-149 e le ultime pagine su Topolino 468-489)
6. La sfera d'aria (Le prime cinque pagine in Topolino 560-564. A seguito dell'interruzione e della riapertura della testata, nei numeri 565-587 vengono ristampate quelle pagine e pubblicate le restanti)
7. La fine del mondo (Topolino 588-610)

### Ristampe in lingua italiana
Durante la pubblicazione originale e dopo il suo termine, la serie venne ristampata in Italia in diverse edizioni, spesso in maniera incompleta e suddividendo gli episodi:
- la prima ristampa parziale avvenne tra il 1938 e il 1940, all'interno della collana Gli albi di avventure edita sempre dalla A.P.I. (Anonima Periodici Italiani). I primi tre episodi pubblicati vennero ristampati in sei numeri, con i titoli Saturno contro la terra, La sconfitta di Saturno, L'isola di sabbia, L'officina subacquea, La guerra dei pianeti e La fine di Rebo;[8]
- una seconda ristampa parziale fu pubblicata in quattro numeri nel 1944 dall'editore Il Rostro di Milano, con i titoli Saturno contro la terra, I raggi del sonno, L'invenzione di Netro e La pioggia di cenere;[9]
- la serie fu poi ristampata nel 1947 all'interno della collana Albi d'Oro, sempre della Mondadori, stavolta in cinque numeri[10] che corrispondevano ai primi cinque episodi originali: solo l'episodio 2 Rebo ritorna fu rinominato nuovamente L’isola di sabbia;
- dal novembre 1977 le Edizioni Grandi Avventure ristamparono anastaticamente i sei numeri editi nel 1938-40 e aggiunsero altre due uscite, L'ombra di Rebo e I raggi del sonno.[11] Gli ultimi due episodi originali, La sfera d'aria e La fine del mondo, vennero infine ristampati nel 1980 in un albo unico edito dalla Camillo Conti Edizioni.[12]

L'intero ciclo venne ristampato per la prima volta in volume unico nell'almanacco di linus del 1969. Nel 2021 è avvenuta una riedizione di lusso con il titolo Saturno contro la terra - edizione integrale, a cura di Carlo Pedrocchi per Excalibur editore: quest'ultima include dieci tavole inedite posizionate tra gli episodi 5 e 6.
Si segnalano anche una ristampa del primo episodio su Comic Art n. 116 del giugno 1994 e una parziale del quarto episodio su 100 anni di fumetto italiano n. 5, ottobre 2009.

## In altri media
Nel 2019 la Nettoon, in collaborazione con il WOW Spazio Fumetto di Milano, ha realizzato due episodi in formato video smartcomics del primo anno della serie.

## Influenza culturale
La serie ha ispirato il fumettista Luciano Bottaro per l'adattamento della storia e del personaggio di Rebo nella saga della Disney inaugurata con la storia Paperino e il razzo interplanetario.